# Joseph Smith Sr.
Joseph Smith Senior, né le 12 juillet 1771 à Topsfield (Massachusetts), et mort le 14 septembre 1840 à Nauvoo (Illinois), est le père de Joseph Smith, le fondateur du mouvement des saints des derniers jours. Il est également l'un des huit témoins du Livre de Mormon, que les mormons croient avoir été traduit par son fils à partir de plaques d'or.
En 1833, Smith Senior fut nommé premier Patriarche de l'Église du Christ (qui fut sera renommée Église de Jésus-Christ des saints des derniers jours). Joseph Senior était également membre de la Première Présidence de l'Église.
Il fut l'un des premiers bénéficiaires du controversé rituel de la deuxième onction en 1833. Au cours de la cérémonie, il donna à son fils Joseph une bénédiction indiquant qu'il « continuerait dans son office de prêtre jusqu'à la venue du Christ ».

## Biographie
Joseph Smith est né le 12 juillet 1771 à Topsfield, dans le Massachusetts. Il est le fils d'Asael Smith et de Mary Duty. Installé dans le Vermont, il épouse Lucy Mack à Tunbridge, le 26 janvier 1796, avec laquelle il a 11 enfants.
Les détails de la lignée paternelle de Smith remontent à son arrière-grand-père Robert Smith, du Lincolnshire, en Angleterre, qui s'est installé dans la colonie du Massachusetts pendant la migration puritaine. Certains tests ADN antérieurs sur les descendants de Smith avaient révélé des racines irlandaises.
Smith s'essaya à plusieurs métiers, notamment agriculteur, enseignant et commerçant, mais aucun ne se révéla très fructueux. Il déménagea avec sa famille à Palmyra, à New York, en 1816 et commença à effectuer des paiements sur une ferme située à la limite du canton voisin de Manchester. Dans la région de Palmyra-Manchester, Smith et ses fils participèrent à un certain nombre de fouilles de trésors dans les années 1820.
Les travaux sur une maison à ossature bois à la ferme furent interrompus par la mort inattendue de son fils aîné, Alvin, en 1823. Smith ne parvint pas par la suite à effectuer les paiements sur la ferme. Lemuel Durfee l'acheta en faveur de la famille et autorisa les Smith à y rester en tant que locataires jusqu'en 1830.
Bien qu'il fût un homme spirituel, Smith ne montra que peu d'intérêt pour la religion organisée avant que son fils Joseph ne rapporte ses visions à la famille. Il se contenta de laisser sa femme contrôler l'éducation religieuse de leurs enfants. Cette indifférence dérangea beaucoup Lucy. Après beaucoup de prières, elle dit qu'elle avait reçu un témoignage divin selon lequel son mari accepterait un jour « l'Évangile pur et sans tache du Fils de Dieu ».
Smith a déclaré qu'il avait des rêves visionnaires à contenu hautement symbolique, peut-être liés à son ambivalence à l'égard de la foi religieuse et parfois annonçant des événements à venir. Ces rêves ont continué après le déménagement de la famille à Palmyra jusqu'à ce qu'il en ait eu sept en tout ; Lucy se souvenait suffisamment bien de cinq d'entre eux pour pouvoir les citer en détail.

## Patriarche de l'Église
En janvier 1831, Smith et sa famille s'installèrent au nouveau siège de l'Église à Kirtland, dans l'Ohio. Il fut ordonné premier patriarche président de l'Église le 18 décembre 1833.
En référence au rôle de son père en tant que patriarche de l'Église, Joseph Smith a comparé son père à Adam, le premier patriarche biblique : « Ainsi en sera-t-il de mon père ; il sera appelé prince sur sa postérité, détenant les clés du sacerdoce patriarcal sur le royaume de Dieu sur terre, c'est-à-dire l'Église des Saints des Derniers Jours ».
Dans le cadre de son nouveau rôle, Smith présidait les réunions du conseil et administrait les bénédictions patriarcales.
Le 3 septembre 1837, Smith fut également nommé conseiller adjoint de son fils dans la Première Présidence de l’Église.

## Fin de vie

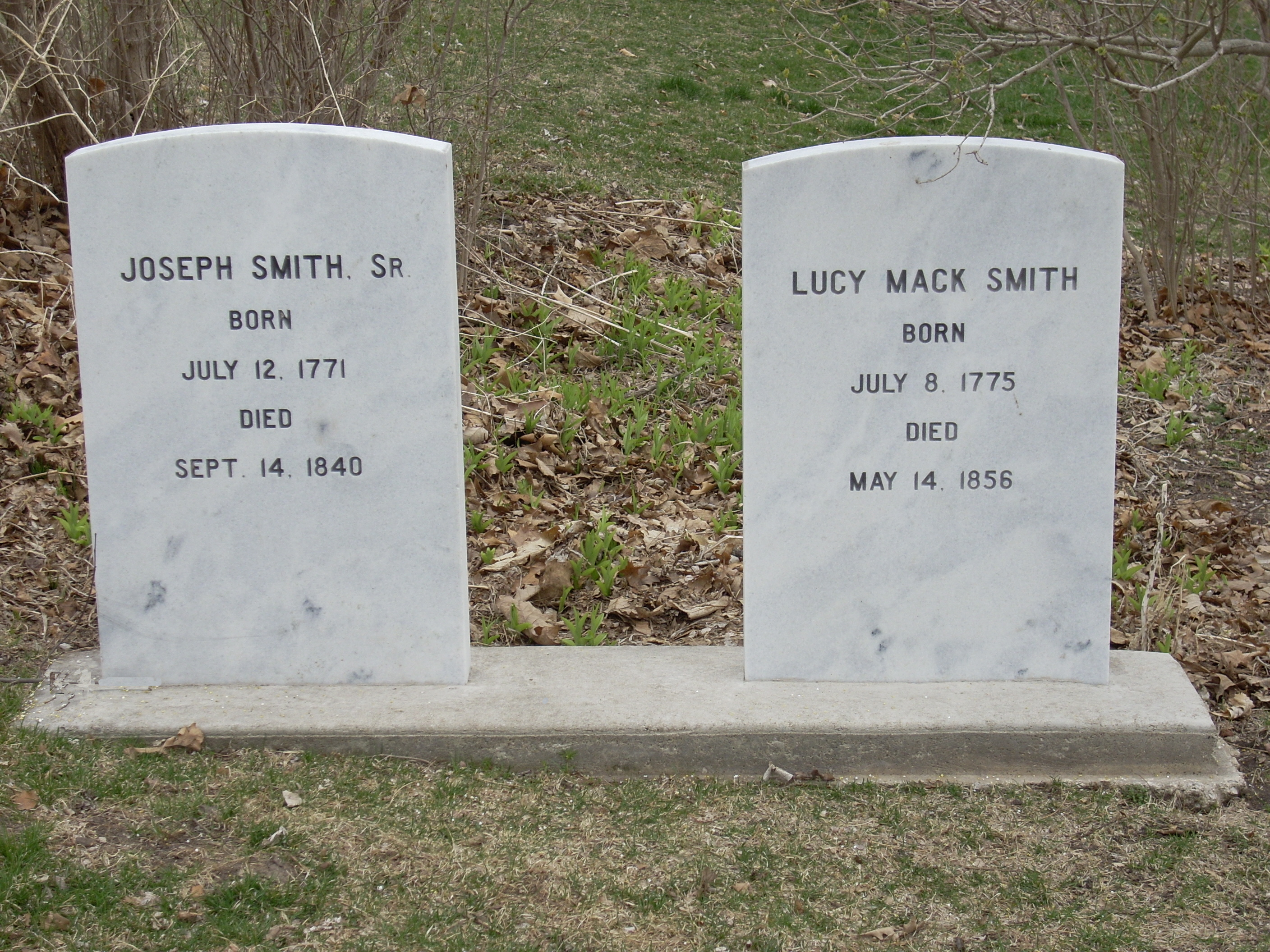
Tombe de Joseph Smith et de son épouse Lucy.

Smith s'installa avec sa famille à Far West, dans le Missouri, en 1838, puis au nouveau siège de l'Église à Nauvoo, dans l'Illinois, en 1839. La vieillesse et la maladie avaient fait des ravages et, à la fin de l'été 1840, Smith comprit qu'il était en train de mourir. Il rassembla sa famille autour de lui pour lui administrer les bénédictions patriarcales.
Il bénit sa femme : « Mère, ne sais-tu pas que tu es la mère d'une famille aussi grande que celle qui ait jamais existé sur la terre... Ils sont élevés pour faire l'œuvre du Seigneur ». Il bénit et ordonna son fils aîné survivant, Hyrum Smith, pour lui succéder à la fonction de patriarche président par droit de lignée.
Smith est décédé à Nauvoo le 14 septembre 1840.

## Descendance
Avec son épouse, Lucy Mack, Joseph Smith a eu 11 enfants, dont plusieurs ont joué un rôle dans l'organisation de l'Église de Jésus-Christ des saints des derniers jours : 
1. Un fils mort à la naissance en 1797.
2. Alvin Smith (1798-1823), ne s'est jamais marié et n'a pas eu de descendants. Il a joué un rôle majeur en aidant la famille Smith à payer ses dettes et à construire sa maison.
3. Hyrum Smith (1800-1844), marié à plusieurs reprises et père de 8 enfants. Membre de l'Église, il a épaulé son frère Joseph dans la direction.
  1. Lovina Smith (1827-1876)
  2. Marie Smith (1829-1832)
  3. John Smith (1832-1911)
  4. Hyrum Smith Jr. (1834-1841)
  5. Jerusha Smith (1836-1912)
  6. Sarah Smith (1837-1876)
  7. Joseph F. Smith (1838-1918)
  8. Martha Ann Smith (1841-1923)
4. Sophronia Smith (1803-1876), mariée avec Calvin W. Stoddard puis avec William McCleary, elle est la mère de deux enfants.
  1. Eunice Stoddard (1830-1831)
  2. Mariah Stoddard (1832-1896)
5. Joseph Smith Jr. (1805-1844), fondateur de la croyance mormone et de l'Église de Jésus-Christ, il est marié à plusieurs femmes et a 10 enfants.
  1. Alvin Smith (1828-1828)
  2. Thaddeus Smith (1831-1831)
  3. Louisa Smith (1831-1831)
  4. Joseph Murdock-Smith (1831-1832), fils adoptif
  5. Julia Murdock-Smith (1831-1880), fille adoptive
  6. Joseph Smith III (1832-1914)
  7. Frederick G. Smith (1836-1862)
  8. Alexander Hale Smith (1838-1909)
  9. Don Carlos Smith (1840-1841)
  10. David Hyrum Smith (1844-1904)
6. Samuel H. Smith (1808-1844), membre de l'Église, il est marié et père de plusieurs enfants.
  1. Susannah Bailey Smith (1835-1905)
  2. Mary Bailey Smith (1837-1916)
  3. Samuel Harrison Bailey Smith (1838-1914)
  4. Lucy Bailey Smith (1841-1841)
  5. Levira Annette Clark Smith (1842-1888)
  6. Lovisa Annette Clark Smith (1843-1843)
  7. Lucy Jane Clark Smith (1844-1844)
7. Ephraim Smith (1810-1810), mort le jour de sa naissance.
8. William B. Smith (1811-1893), membre et administrateur de l'Église, marié et père de plusieurs enfants.
  1. Mary Jane Smith (1834-1878)
  2. Caroline L. Smith (1836-1878)
  3. Thalia Grant Smith (1848-1924)
  4. Hyrum Wallace Smith (1850-1935)
  5. William Enoch Smith (1858-1930)
  6. Edson Don Carlos Smith (1862-1939)
  7. Louise Mae Smith (1866-1866)
9. Katharine Smith (1813-1900), mariée à Wilkins J. Salisbury puis à Joseph Younger, mère de 8 enfants.
  1. Elizabeth Salisbury (1832-1832)
  2. Lucy Salisbury (1834-1892)
  3. Soloman Jenkins Salisbury (1835-1927)
  4. Alvin Salisbury (1838-1880)
  5. Don Carlos Salisbury (1841-1919)
  6. Emma Salisbury (1844-1846)
  7. Lorin Salisbury (1845-1849)
  8. Frederick Salisbury (1850-1934)
10. Don Carlos Smith (1816-1841), membre de l'Église et père de 3 enfants.
  1. Agnes Charlotte Smith (1836-1873)
  2. Sophronia Smith (1838-1843)
  3. Josephine Donna Smith (1841-1928)
11. Lucy Smith (1821-1882), mariée à Arthur Millikin et mère de 9 enfants.
  1. Don Carlos Smith Millikin (1843-1932)
  2. Sarah Millikin (1844-1934)
  3. George William Millikin (1848-1913)
  4. Florence Millikin (1850-1927)
  5. Julia Amelia Millikin (1853-1888)
  6. Frances Millikin (1856-1858)
  7. Charles Arthur Millikin (1858-1884)
  8. Clara Irene Millikin (1861-1948)
  9. Clarence Hyrum Millikin (1865-1922)